# Scott Kalvert
Scott Kalvert (New York, 15 augustus 1964 – Los Angeles, 5 maart 2014) was een Amerikaans regisseur.

## Levensloop en carrière
Scott Kalvert studeerde af aan de Emerson College in Boston. Verhuisde in 1990 naar Los Angeles om zijn carrière te starten met het regisseren van muziekvideo's. Hij maakte clips voor onder meer Guns 'n Roses, Marky Mark en Cyndi Lauper. Zijn bekendste film is The Basketball Diaries uit 1995 met Leonardo DiCaprio. In 2002 regisseerde hij ook nog Deuces Wild.
Kalvert, vader van twee dochters, werd op 5 maart 2014 dood aangetroffen in zijn woning in Los Angeles, in de wijk Woodland Hills. Hij werd 49 jaar oud.
- Bibliothèque nationale de France: cb14109769z (data)
- International Standard Name Identifier: 0000 0001 1951 398X
- Library of Congress Control Number: no97022294
- Nationale Bibliotheek van Israël: 987007436778205171
- Nederlandse Thesaurus van Auteursnamen: 158698304
- SNAC: w6hn8xf2
- Virtual International Authority File: 78381138
- WorldCat: E39PBJkMP7jjqxjqk7tddRYwYP